# Hipnoterapija
Hipnoterapija je metoda zdravljenja pri kateri se uporablja hipnoza. Hipnoza ni tip psihoterapije in ni sama po sebi smatrana kot terapija, ampak je postopek ki se uporablja kot dopolnitev drugih terapij. Razlika med psihoterapijo in hipnoterapijo je v tem, da psihoterapija deluje na zavestni ravni, hipnoterapija pa na podzavestni. 

## Zgodovina

### Vrači in šamani
Davno v prazgodovini se je prvo psihoterapevtsko delovanje začelo kot hipnotično delovanje vračev in šamanov na druge člane skupnosti. Iz tistih časov ne obstajajo pismeni zapisi ali slike, lahko pa na podlagi še živečih šamanov sklepamo, da so tudi v prazgodovini uporabljali hipnozo predvsem za odpravljanje bolečine in v anastetične namene.

### Egipt, Antika in spalni templji
Prvi zapisi o hipnozi so iz časov starega Egipta (okoli 4000 pred našim štetjem). Egipčanski svečeniki so v spalnih templih (templjih boginje Izide) izvajali hipnozo in z njeno pomočjo blagodejno vplivali na počutje. Spalni templji so bili zavetišča za bolnike, kjer so zravili številne bolezni, med katerimi številne psihične. Samo zdravljenje je vključevalo še kopeli, meditacijo in žrtvovanje bogu zaščitniku in duhovom.
V času ptolemajske kulture (3 stoletje pred našim stoletjem) so prevzeli egipčanske spalne templje in jih zgradili v številnih mestnih državicah. Stanje spanja in čakanja na zdravilne sanje so imenovali inkubacija. V tem času, so s pomočjo sugestij vplivali na osebnost bolnikov (iskalcev), na doživljanje samega sebe in sveta okoli njih. V času vrhunca Asklepijevega kulta (bog Asklepij) je v starogrškem svetu obstajalo 450 spalnih templjev.
Rimljani so to tradicijo in templje prevzeli Grkom, le da so bili templji posvečeni bogu Apolonu. 
V srednjem veku se je hipnoza nadaljevala v sufijskih tradicijah Bližnjega vzhoda. V zahodnoevropskem kulturnem prostoru, pa je zaradi dominantne vloge krščanstva, praksa ugasnila in znanje je tonilo v pozabo. Pod pretvezo čudežev, pa se je hipnotično učinkovanje ohranjalo v svetiščih in skozi postopke svetnikov, ki so s polaganjem rok zdravili bolnike.

### Mesmer in mesmerizem
Zasluge, da se je v letu 1700 spet začelo zanimanje za hipnozo in hipnotične tehnike, se pripiše Franzu Mesmerju. Mesmer je prvič resno začutil, da ima hipnoza lahko zdravilen učinek, na velikem verskem zborovanju, ki ga je takrat vodil oče Gassner. Jonnan Joshep Gassner je bil priznan eksorcit. Veljalo je prepričanje, da hudič naj ne bi prenesel božjega dotika ob spremljajočem monotonem hipnotičnem recitiranju molitev duhovnika. 
Mesmer je opazoval in pri sebi spoznal, da to nima nič z vero, da gre za neko transno stanje, ki odpravlja težave. S tem je dunajski zdravnik Franc Anton Mesmer (1734-1815) postal utemeljitelj animalnega magnetizma. Po njem se tudi ta metoda zdravljena imenuje mesmerizem. Mesmerizem je poimenoval kot splošno razširjen, fin in nemerljiv fluid, ki vpliva na ves mikro- in makrokozmos. Izoblikoval naj bi tudi pojem animalni magnetizem, ki naj bi obstajal v vsakem organizmu. Prvotno zdravljenje z magneti je nadomestil z dotikom in božanjem. Kasneje pa je ugotovil, da zadošča le koncentracija magnetizerjevih misli. Med ljudmi je imel veliko privržencev, a tudi nasprotnikov.

### James Braid
Mesmerja je na skrivaj opazoval, saj se je bal, da bo končal podobno klavrno kot on. Sam je prišel do zaključka, da gre, pri tako imenovanem transu, za neko vrsto spanja in tako začel uporabljati besedo Hypnos (po grškem bogu spanja). Iz tega se je kasneje razvila izpeljanka Hypnosis oz. Hipnoza. Kasneje je hotel Braid vso zadevo poimenovati monoidealizem, saj je spoznal da ne gre za nobeno spanje, saj so se ljudje popolnoma zavedali svoje okolice v času hipnotičnega stanja. Na žalost pa se je beseda hipnoza med ljudmi že popolnoma udomačila. Ime monoidealizem je bolje opisoval stanje, ki so ga ljudje dosegali v tem stanju. Pripravljeni so bili slediti samo eni ideji dalj časa (v zavestnem stanju je to težje).

### James Esdail
Bil je glavni kirurg v zaporu v Kalkutu, Indija, v drugi polovici 19.stoletja. Za anestezijo je takrat uporabljal hipnozo. Svoja dognanja je želel predstaviti tudi Angleški kraljevi zdravniški zbornici, saj so takrat operacije opravljali kar na živo, brez anestetikov. Zbornica ga je enostavno zavrnila češ, da nam je Bog dal bolečino in ne smemo nasprotovati božji volji. Čez eno leto pa so iznašli eter, ki so ga uporabljali kot anestetik.

### Pierre Janet
Mnogi menijo, da je pravzaprav Janet tisti, ki je odkril podzavest. Utemeljil je pojem katarzične psihoterapije, saj naj bi skozi katarzo človek integriral avtomatične vedenjske vzorce v katerih ni zavedanja sebe z občutenjem sebe. 
Disociacija je po njegovem mnjenju zavedanje, ki pa ni povezano oz. integrirano z zavedanjem sebe in doživljanje sebe, kot celovite osebnosti. Kasneje je ugotovil, da s pomočjo hipnoze, klienti lahko podoživijo stresno situacijo in integrirajo nepredelane travmatske občutke v občutenje sebe.
Skupaj z Breuerjem je začetnik hipnoterapije.

### 1. svetovna vojna
Med letoma 1914 do 1918, so Nemci dognali, da lahko s pomočjo hipnoze zdravijo tiste vojake, ki so bili v šoku zaradi bombardiranja in jih s tem lahko skoraj nemudoma vrnejo nazaj v boj.
Dr. Schultz izdelal formularizirano verzijo hipnoze.

#### Breuer in Freud
Breuerjeva metoda je bila hipnotiča regresija in z njo povezano ozaveščanje in prisvajanje travmatičnih občutkov in vsebin. S tem je prišel do podobnih ugotovitev kot Pierre.
Freud (1856-1939) je prevzel njuna spoznanja jih teoretično zaokrožil in utemeljil in hkrati razvil tudi novo metodo prisvajanja podzavestnih vsebin s pomočjo prostih asociacij in analize sanj. Za razliko od svojih predhodnikov je zavrnil hipnozo v korist svojega izuma psihoanalize, ki naj bi odpravila problem splošnega pomanjkanja hipnotibilnosti tako, da bi omogočila zdravljenje brez hipnoze.

#### Milton H. Erickson
Je znan kot vedenjski kognitivni psiholog. Njegov največji prispevek je ravno v analizi učinkov in mehanizmov skozi katere delujejo hipnotične sugestije, hipnotične indukcije torej prispevek k analizi hipnoze same.
Razvil je teorijo, da hipnoza ni nič drugega kot stanje uma, v katerega vstopamo spontano in pogosto.
S tem prav zaradi Milton-ovega dela, se je uporaba hipnoze razvila v dobro priznano dejavnost, ki so jo uporabljali zdravniki, psihologi, idt. In jo uporabljajo še danes.

### Dogajanje na območju današnje Slovenije
Čeprav je bilo zdravljenje z magnetizmom, z dekretom dvorne pisarne in gubernijske uvedbe, prepovedano leta 1824, so njegove učinke preizkušali tudi zdravniki in laiki na Slovenskem. 
V prvi polovici 19. stoletja je s pomočjo magnetizma zdravil usmiljeni brat in zdravnik Matevž (Faust) Gradišek (1776–1837). Znan je bil predvsem kot zagrizen homeopat.
V Slovenskih Konjicah in okolici je, konec 19. in v začetku 20. stoletja, kot zdraviteljica slovela baronica Adelma Vay (1840–1925). Poleg magnetizma je zdravila tudi s pomočjo homeopatije. Ukvarjala pa se je tudi s spiritizmom in jasnovidnostjo.
Največkrat omenjeni, na Slovenskem delujoči magnetist, pa je nedvomno duhovnik Jurij Humar. Sam si svojih zdravilnih in nekaterih drugih nenavadnih sposobnosti ni znal razlagati, največ podobnosti pa je našel z magnetizmom. Poznal je delovanje homeopatskih zdravil, učinke zdravilnih zelišč. Še posebej pa je poznano njegovo zdravljenje z magnetizmom, katerega učinke je začel preizkušati leta 1853.

## Uporaba

### Lajšanje bolečine
Hipnoza se uporablja za lajšanje akutnih (opekline, bolečine pri porodih) in kroničnih bolečin (bolečine v križu, bolečine v hrbtenici, glavoboli, bolečine pri rakavih obolenjih, pri artritisu, pri multipli sklerozi, pri fantomski bolečini, pri bolečinah v sklepih). Mehanizem kako naj bi hipnoza vplivala na prenos bolečine ni znan. Pomembno je, da so bolniki pred obravnavo s hipnozo fizično pregledani. Pri vseh bolnikih se s hipnozo ne da popolnoma odstraniti bolečine. Nekateri občutijo le olajšanje bolečine in si zraven pomagajo še z drugimi sredstvi za blažitev bolečine. Menijo, da se da pri dobro sugestivnih bolnikih popolnoma odstranit bolečino. Pri teh se hipnoza uporablja namesto anestetika pri operacijah, v zobozdravstvu in pri porodih.

### Hipoanastezija in priprava na operacije
V zgodovini se je hipnoza veliko uporabljala za lajšanje bolečin pri operacijah namesto anestetikov npr.: pri odstranitvi tumorjev, pri ravnanju kosti pri zlomih, pri operaciji slepiča, pri odstranitvi maternice in pri bolečinah pri zobozdravniku. Danes pa se ponekod uporablja kot predoperativna priprava bolnika, hipnoza naj bi v tem primeru pripomogla k hitrejšemu okrevanju in zmanjševanju bolečine.

### Zdravljenje odvisnosti
Hipnoterapija se uporablja pri zdravljenju  vseh oblik odvisnosti; pri alkoholizmu, pri odvajanju od kajenja in pri odvisnosti od drog ter pri zasvojenosti s hrano pri debelosti. Uporablja se tudi pri zdravljenju motenj hranjenja (bulimija, anoreksija).

### Somatske motnje
Hipnoza se uporablja za zdravljenje različnih dermatoloških težav kot so srbež in bradavice. Uporablja se tudi pri motnjah v delovanju sečil (npr. zastoj urina), pri težavah z vidom, pri nevroloških motnjah po možganski kapi, pri astmi, pri nekaterih pljučnih zapletih, pri hemofiliji, pri hipertenziji ter pri različnih težavah s prebavili.

### Ginekologija in porodništvo
Hipnoza se veliko uporablja v porodništvu, predvsem pri zmanjševanju predporodnih
duševnih napetosti in pri zmanjševanju bolečin med samim porodom. Uporablja se
tudi za zdravljenje nosečniškega bruhanja ter pri bolnicah, ki imajo težave s prezgodnjimi porodi in s spontanimi splavi. S hipnozo se da vplivati na negativna stališča, tesnobnost in strahove v zvezi s porodom ter na poporodne depresije.
V ginekologiji se hipnoza uporablja za zdravljenje trdovratnih vnetij nožnice, pri bolečih menstruacijah, pri izostankih menstruacij in pri po-menopavzalnih težavah.

### Čustvene in psihiatrične motnje
Hipnoterapija se uporablja pri raznih čustvenih motnjah kot so depresija, nespečnost, občutek jeze, krivde strahu, tesnobnosti in v stanjih po travmatičnem stresu. Uporablja se tudi pri težjih boleznih kot so bipolarnost in večplastnih osebnostnih motnjah.

## Nevarnosti
Ni dokazov da bi hipnoza negativno vplivala na naše zdravje, kakor tudi ni možno da kdo ne bi prišel iz hipnoze. 